# Cea mai fericită fată din lume
Cea mai fericită fată din lume è un film del 2009 diretto da Radu Jude.